# Bürgerentscheide in Sachsen 2021
Bürgerentscheide in Sachsen sind auf Gemeindeebene ein Recht kommunaler Mitbestimmung. Sie finden statt bei Gebietsveränderungen, wenn es fünf Prozent der Bürger fordern oder wenn es der Gemeinderat mit einer Mehrheit von zwei Dritteln seiner Mitglieder fordert. 2021 gab es in Sachsen mindestens zwei Bürgerentscheide.

## Rechtslage
Wie in der Einleitung beschrieben, findet ein Bürgerentscheid bei Gemeindefusionen, Eingemeindungen oder ähnlichen Gebietsveränderungen ohne reinen Bereinigungszweck obligatorisch statt. Zudem können fünf Prozent der Bürger der Gemeinde ein Bürgerbegehren an die Gemeinde richten, das Grundlage für den Bürgerentscheid ist. Zudem kann der Gemeinderat einen Bürgerentscheid beschließen. Gegenstand des Entscheidungsvorschlages dürfen alle Themen sein, die in die Zuständigkeit des Gemeinderats fallen, mit Ausnahme von Weisungsaufgaben, Fragen der inneren Organisation der Verwaltung, Haushaltssatzungen, Jahresabschlüssen, Regelungen der Sächsischen Gemeindeordnung oder gesetzeswidriger Ziele. Der Entscheidungsvorschlag muss mit „Ja“ oder „Nein“ zu beantworten sein und die Mehrheit der abgegebenen Stimmen erhalten um erfolgreich zu sein, jedoch nur, wenn mindestens 25 % der Stimmberechtigten zustimmen. In den kreisfreien Städten kann der Stadtrat durch die Festlegung der Hauptsatzung dieses Quorum auf bis zu 15 % senken. Ein erfolgreicher Bürgerentscheid kommt einem Gemeinderatsbeschluss gleich und kann innerhalb von drei Jahren nur durch neuerlichen Bürgerentscheid aufgehoben werden.

## Liste
Erfolgreich sind Bürgerentscheide dann, wenn sowohl die Spalte „JA“, als auch die Spalte „JA-Quorum“ grün markiert ist.
| Nr. | Gemeinde          | Datum            | Thema | Ergebnis                                                         | Ergebnis          | Ergebnis        | Ergebnis  | Ergebnis     | Ergebnis     | Ergebnis   | Erfolg    |
| Nr. | Gemeinde          | Datum            | Thema | Stimm- berechtigte                                               | ungültige Stimmen | gültige Stimmen | Wahl-bet. | JA           | NEIN         | JA- Quorum | Erfolg    |
| --- | ----------------- | ---------------- | --- | ---------------------------------------------------------------- | ----------------- | --------------- | --------- | ------------ | ------------ | ---------- | --------- |
| 1   | Eilenburg         | 5. Dezember 2021 | Sind Sie dafür, dass die Große Kreisstadt Eilenburg das Grundstück Nordring 14 in Eilenburg, auf dem sich der Betrieb der Wäscherei und Textilpflege Wagner befindet, an die Betriebsinhaberin Frau Wagner zum Verkehrswert verkauft, um die Dienstleistung zu erhalten? | rd. 13.000                                                       | ?                 | ?               | ?         | 1.000 40,0 % | 1.527 60,0 % | 3.229 Nein | Abgelehnt |
| 1   | Eilenburg         | 5. Dezember 2021 | Sind Sie dafür, dass die Große Kreisstadt Eilenburg das Grundstück Nordring 14 in Eilenburg, auf dem sich der Betrieb der Wäscherei und Textilpflege Wagner befindet, an die Betriebsinhaberin Frau Wagner zum Verkehrswert verkauft, um die Dienstleistung zu erhalten? | Detaillierte Ergebnisse sind im Archiv der Eilenburgs einsehbar. |                   |                 |           |              |              |            |           |
| 2   | Wittichenau Kulow | 8. Juli 2020     | Der Beschluss des Stadtrates vom 8. Juli 2020 „Zustimmung zum Gestattungsvertrag zur Aufstellung eines Mobilfunkmastes in Maukendorf“ wird aufgehoben. | 4.629                                                            | 114               | 2.274           | 51,6 %    | 1.157 50,9 % | 1.117 49,1 % | 1.158 Nein | Abgelehnt |

## Belege
1. ↑  Barbara Klepsch: Kleine Anfrage der Abgeordneten Antonia Mertsching (DIE LINKE). Drs.-Nr.: 7/13717. Sächsischer Landtag, 24. Juli 2023, abgerufen am 10. Januar 2024.
2. ↑  REVOSax Landesrecht Sachsen - Sächsische Gemeindeordnung – SächsGemO. Abgerufen am 26. Dezember 2024.
3. ↑  REVOSax Landesrecht Sachsen - Sächsische Gemeindeordnung – SächsGemO. Abgerufen am 26. Dezember 2024.
4. ↑  Pressemeldung: Aktuelle Meldungen aus Eilenburg · Leipziger Zeitung. 14. November 2021, abgerufen am 10. Januar 2025 (deutsch).
5. ↑  Das Jahr 2021 - Große Kreisstadt Eilenburg. Abgerufen am 10. Januar 2025.
6. ↑  Stadt Wittichenau: Amtsblatt der Gemeinde Wittichenau. 18. Dezember 2020, abgerufen am 10. Januar 2025.
7. ↑  Stadt Wittichenau: Amtsblatt der Stadt Wittichenau. 21. Mai 2021, abgerufen am 10. Januar 2024.